# ビバビバ!オトモー♪
『ビバビバ!オトモー♪』は、EZチャンネルプラス内の総合娯楽番組LISMO Channel（Music）の放送枠で2011年4月から2012年5月まで配信された音楽番組である。放送時間は各5分。

## 概要
通常、MCである平野綾と、CGキャラクターであるバッハ君（声：ジャングルポケット斉藤慎二）の2名の司会で進行される。
その他様々なキャラクターが登場し、それぞれの専門ジャンルの音楽を紹介する。
J-POPの最新ミュージックビデオを中心に、auオリジナル音楽検索ランキング等の音楽情報を配信する。 また、番組から着うたフル、着うた、ビデオクリップなどデジタルコンテンツがその場で購入可能。
2012年5月31日、LISMO Channelの配信終了に伴い、最終回を迎えた。

## 登場人物
綾ちゃん
声：平野綾
音楽仲間のバッハ君と共に音楽を勉強中。
バッハ君
声：斉藤慎二
ヨハン・ゼバスティアン・バッハの末裔。クラシック音楽に造詣が深い。ステッキを持っている。金髪になって以来、「スーパーバッハ」と名乗っている。
ウオウオ君
声：不明
アマゾン生まれ。女性アーティストが大好きでミーハーな一面がある魚。思い込みが激しく、興奮すると鱗が赤くなり、暴走モードに突入する。
英雄さん
声：不明
愛犬のハッピーを連れて世界を放浪する中年男性。
オトモ生物ぬっぴょん
声：斉藤慎二
かわいい声のかたつむり。下手な歌を聴くと体が溶けてしまう。

## ゲスト
- 平野綾
- GIRL NEXT DOOR
- ノースリーブス
- ファンキーモンキーベイビー

## スタッフ
- 製作・著作：KDDI、ロボット